# Haplochromis vanheusdeni
 Haplochromis vanheusdeni  ist eine Buntbarschart, die aus drei Bächen (Sonjo, Idete und Kihansi) und einem Arm des Ruaha im südlichen Tansania bekannt ist. Alle vier Gewässer entspringen der östlichen Flanke der Udzungwa-Berge.

## Merkmale
Die Fischart kann eine Standardlänge von etwa 8 cm und eine Gesamtlänge von 10 cm erreichen. Sie ist langgestreckt und ähnelt den Arten der Gattung Orthochromis, unterscheidet sich von den Orthochromis aber in der Morphologie des Schwanzskeletts und zeigt im Unterschied zu diesen Eiflecke in der Afterflosse. Der Schwanzstiel ist länger als hoch.
- Flossenformel: Dorsale XVI–XVII/8–10, Anale III/6–8, Pectorale 14–15, Ventrale 1/5.
- Schuppenformel: mLR 25–28, SL 19–22/6–12.[1]

Die Grundfärbung von Haplochromis vanheusdeni ist hellbraun bis grau, Körperseiten, Schwanzstiel, Brust und Bauch sind beige bis gelblich. Im oberen Bereich des Kiemendeckels findet sich ein schwarzer Fleck. Von diesem Fleck bis auf den beschuppten Teil der Schwanzflosse erstreckt sich ein dunkles Längsband. Es kreuzt 6 bis 7 graue, manchmal Y-förmige Querstreifen. Die Rückenflosse ist orange, weißlich und schwärzlich gezeichnet. Die Afterflosse ist gelbgrünlich und wird zum Rand hin gelblich. Sie zeigt bei den Männchen bis zu 10 orange Eiflecke, die weiß eingefasst sind. Weibchen haben maximal zwei Eiflecke. Die Schwanzflossenbasis ist orange, der Rest graugelb. Die paarigen Flossen sind grau bis bräunlich. Jungfische sind grau mit silbriger Brust und Bauch. Das Längsband ist noch wenig ausgeprägt. Die Flossen sind farblos und transparent. Lediglich auf der Rückenflosse zeigen sich einige orange Flecke.

## Lebensraum
Haplochromis vanheusdeni lebt in Gewässern mit starker Strömung auf dem Bodengrund. Der Gewässerboden ist sandig und mit Steinen durchsetzt. An der Terra typica ist das Gewässer etwa 4,5 Meter breit und einen halben Meter tief. Das Wasser hatte eine Temperatur von 22 °C, der pH-Wert lag bei 8,1. Im Sonjo besteht die Begleitfischfauna aus unbestimmten Arten aus den Gattungen Parakneria, Amphilius (Amphiliidae), Chiloglanis, Enteromius oder Labeobarbus, Labeo, Lacustricola (Afrikanische Leuchtaugenfische) und einem weiteren haplochrominen Cichliden (Haplochromis cf. bloyeti). Letzterer fehlt im Kihansi. Unterwasserbeobachtungen zeigten, dass Haplochromis vanheusdeni nach essbaren Partikeln schnappt und auch den Sand nach Nahrung durchstöbert. Wie alle Haplochromis-Arten ist Haplochromis vanheusdeni ein ovophiler Maulbrüter, bei dem das Weibchen die Brutpflege übernimmt. Männchen und große Weibchen sind revierbildend. Zentrum ihres Territoriums ist oft ein unterspülter Stein. Bei in Aquarien gehaltenen Tieren bestand ein Gelege aus 20 bis 40 Eiern, die einen Durchmesser von etwa 2 mm hatten.

## Systematik
Haplochromis vanheusdeni wurde im Jahr 2014 durch zwei deutsche Ichthyologen und einem amerikanischen Kollegen beschrieben und zu Ehren des niederländischen Fischkundlers Hans van Heusden benannt, der von dieser Art zum ersten Mal Unterwasseraufnahmen und Videos machte. Haplochromis vanheusdeni zeigt sieben der zehn diagnostischen Merkmale der Gattung Orthochromis. Im Unterschied zu Orthochromis hat Haplochromis vanheusdeni aber ein eher gerades und weniger abgerundetes Kopfprofil, im Schwanzflossenskelett sind die Hypuralia 1 und 2, sowie 2 und 4 nicht zusammengewachsen, sondern vollständig oder durch eine erkennbare Sutur voneinander getrennt und die Fische haben deutliche, umrandete Eiflecke, wie in der Gattung Haplochromis. Molekularbiologische Daten zeigen, dass die Gattung Orthochromis in ihrer gegenwärtigen Zusammensetzung nicht monophyletisch ist. Haplochromis vanheusdeni unterscheidet sich aber genetisch von den Orthochromis-Arten des Malagarasi, wo Orthochromis malagaraziensis die Typusart der Gattung vorkommt. Die Autoren der Erstbeschreibung stellten die neue Art deshalb in die Gattung Haplochromis (sensu lato), die sie hier als Sammelgattung auffassen, deren innere Systematik noch weiterer Forschungen bedarf. Zwei der Autoren der Erstbeschreibung veröffentlichten zusammen mit einer Kollegin im April 2019 eine Studie über die Phylogenie der ostafrikanischen Buntbarsche, in der Haplochromis vanheusdeni als Schwestergruppe der Tropheini ermittelt wurde.

## Belege
1. 1 2 3 4 5 6  Frederic D. B. Schedel, John P. Friel & Ulrich K. Schliewen (2014): Haplochromis vanheusdeni, a new haplochromine cichlid species from the Great Ruaha River drainage, Rufiji basin, Tanzania (Teleostei, Perciformes, Cichlidae). Spixiana, 37(1): 135–149.
2. ↑  Frederic D. B. Schedel, Zuzana Musilova und Ulrich Kurt Schliewen (2019): East African cichlid lineages (Teleostei: Cichlidae) might be older than their ancient host lakes: new divergence estimates for the east African cichlid radiation. BMC Evolutionary Biology, 19: 94. doi: 10.1186/s12862-019-1417-0